# Narzut kamienny
Narzut kamienny – grunt nasypowy budowlany otrzymywany z wyłomów w skałach litych. Wykorzystywany jest do budowy korpusów zapór narzutowych, nasypów drogowych oraz umocnień skarp i budowli hydrotechnicznych. Rozmiar odłamków skalnych (uziarnienie) wynosi od 4 do 120 cm.
Do zagęszczania narzutu kamiennego stosuje się walce wibracyjne.
Dla stabilnego utrzymania kamienia (narzutu kamiennego) na skarpach nasypów, często stosuje się podbudowę z chudego betonu lub gruntu stabilizowanego cementem. Spoiny pomiędzy kamieniami wypełnia się zaprawą cementową.
Przy wypełnieniach dna rzeki (lub cieków melioracyjnych) mają zastosowanie także kosze gabionowe wypełnione kamieniem o odpowiedniej granulacji.
Do odseparowania gruntu od narzutu kamiennego stosuje się geowłókniny.